# 林希虹
林希虹，北京人，美籍华裔统计学家，哈佛大学生物统计学系教授。她的研究领域包括混合模型、非参数和半参数回归、统计遗传学与基因组学等。

## 生平
林希虹于1984年考入清华大学应用数学系，1989年获学士学位。此后前往美国留学，先后就读于爱荷华大学、华盛顿大学。她曾师从著名生物统计学家诺曼·布雷斯洛（Norman Breslow），1994年获华盛顿大学博士学位。此后她任教于密歇根大学生物统计学系，1999年获终身教职。2002年成为密歇根大学生物统计学系教授。2005年起任哈佛大学生物统计学系教授。2007年起兼任清华大学长江学者讲座教授。

## 荣誉
林希虹是美国统计学会会士（2000年）、国际数理统计学会会士（2007年），曾获得过美国公共卫生学会颁发的Spiegelman奖（2002年）以及统计学界最高奖“考普斯会长奖”（2006年）等奖项。